# San Felipe Tejalápam (kommun)
San Felipe Tejalápam är en kommun i Mexiko.   Den ligger i delstaten Oaxaca, i den sydöstra delen av landet, 400 km sydost om huvudstaden Mexico City.
Följande samhällen finns i San Felipe Tejalápam:
- San Felipe Tejalápam
- Jalapa del Valle
- El Cucharal
- La Unión
- El Paredón
- La Mendoza
- El Chilar
- Tierra Colorada
- El Tecolote
- Llano el Coyote
- El Copalito
- El Sauz
- La Aurora
- Cañada Cera
- La Mesa
- Lavecina
- Llano Ceniza
- Los Conde
- El Gavillero
- La Nopalera
- Río Seco